# Ігнацій Щеньовський
Ігнацій Щеньовський (польс. Ignacy Szczeniowski, 14 червня 1853 — 29 жовтня 1932) — польський цукрозаводчик, інженер, державний діяч.

## Біографічна довідка
Ігнацій Щеньовський народився в селі Капустяни Вінницької області в маєтку батьків польських поміщиків Станіслава Щеньовського та Юлії Ярошинської. Дитинство пройшло в Капустянах. 1873 р. отримав інженерну освіту в Гентському університеті (Бельгія).
Протягом багатьох років був пов'язаний з цукровою промисловістю на Поділлі та Волині. Є автором кількох патентів по технології цукроваріння. Збудував новий родовий палац в Капустянах. Побудував першу приватну вузькоколійну залізницю Капустяни - Вапнярка у 1888 р. Був одружений двічі. На Анні з Ярошинських і Елеонорі з Гадомських. Від першого і другого шлюбів мав загалом семеро дітей. 
Засновник і багаторічний президент Товариства взаємного страхування цукрових заводів Польщі.
З січня 1919 року — економічний радник польської делегації на Паризькій мирній конференції. З 12 серпня 1919 по 9 грудня 1919 року — міністр промисловості і торгівлі в польському уряді Ігнація Яна Падеревського.
Пізніше керував роботою цукрових заводів в Городенці та Пшеворську.
В незалежній Польщі проживав в Закопане, мав там віллу "Марілор". Похований у Варшаві.